# 長谷川俊英
長谷川 俊英（はせがわ しゅんえい、1941年（昭和16年） - ）は、日本の政治家。堺市議会議員（8期）。「都市政治研究所」代表。

## 来歴・人物
兵庫県明石市生まれ。大阪府立清水谷高等学校、立命館大学法学部卒業。1964年（昭和39年）、桃山学院大学産業貿易研究所（現・桃山学院大学総合研究所）に勤務する。街開き直後のニュータウン「新金岡団地」居住を機に、団地内ミニコミ誌を創刊し、大学に勤めながら取材・発行を続けるうち、人口急増に追いつかぬ団地の施設整備を痛感した。当時、1学年27学級で3学年計72学級・3000人超の生徒を抱えていた新金岡中学校（現・金岡北中学校）や図書館などの教育から保育、商業まで、堺市の諸施設や制度の拡充を求める活動を始めた。
1979年の堺市議会議員選挙に、婦人運動家で参議院議員の市川房枝から推薦を受けて住民代表として立候補し、初当選した。堺市議会では、一人会派「非所属クラブ」を結成する。市議52人（当時）は共産党11人を除けば「たった二人の市長野党」で、会派名に「馴れ合い政治への抗議、開かれた議会を目指す意地を込めた」という。以後、公費による市議の海外視察旅行に反対したり、市民への情報公開に取り組んだりしており、情報公開の一環の市議会での発言回数も他の市議の10倍超である。例えば、2期目の4年間では「会派別議員一人当たりの（発言回数の）平均は、自民は4回、公明10.2回、社会13.8回…。これに対して長谷川市議は実に123.0回」（産経新聞）であった。
堺市が政令指定都市移行後に初めて行われた2007年の統一地方選で、長谷川は得票数トップで当選した。8期目の2019年現在、堺市議会では議会運営委員会、健康福祉委員会、子どもと女性が輝く社会実現調査特別委員会に所属している。

### 政務活動費・政治資金の不正を追及
初当選時から、堺市議会の高額な議員報酬についても報酬の増額分を受け取らず供託とした。1997年（平成9年）には、この供託金285万円を堺市の福祉基金に寄付しており、「返上」金額は約990万円となった。長谷川の方針に他の議員も追随し、2004年（平成16年）には“議員のお車代”である費用弁償は廃止された。
2017年（平成29年）5月25日には、大阪維新の会の小林由佳市議が架空の政策ビラに政務活動費1000万円を支出していた問題について、小林市議と元秘書だった黒瀬大市議に対する辞職勧告決議案を、公明党市議団、ソレイユ堺、自民党・市民クラブ、共産党市議団とともに提出する。小林は監査に政策ビラと称する印刷物を提出したが、「政策ビラの発行日」の段階で決まっていないはずの肩書きが印刷されており、辞職勧告決議案を受けて偽造したのは一目瞭然であった。辞職勧告も決議されたが、小林が辞職したのは1年後の翌2018年3月30日だった。
2019年2月には、竹山修身堺市長後援会が市長選をめぐる寄付金の政治資金収支報告書に記載していなかった問題も追及している。

### 日本初「政治倫理条例」制定運動
日本で初の「政治倫理条例」を制定したきっかけは、1981年（昭和56年）9月29日、学校建設をめぐり当時44歳の堺市議会議員が逮捕された汚職事件だった。同市議は機密事項である設計金額を堺市幹部職員から聞き出し、競争入札の前に建設業者に教えて現金80万円の賄賂をとった収賄罪で翌82年4月に懲役1年6月の判決が出たが、執行猶予3年付きを理由に辞職しなかった。同年、堺市議12人が海外視察と称して米国の西海岸へ事実上の観光旅行していたこともあり、「同じ（収賄）罪で（建設業者5人とともに逮捕された3人の堺市）職員は懲戒免職されたのに、なぜ（汚職市議は）その職にとどまれるのかという批判が市民の間で高まり」、汚職市議の辞職勧告を求める陳情書が出され、長谷川に賛同する市議数人と辞職勧告決議案を出したが、市議会は辞職勧告を否決した。
このため堺市民は、汚職市議の解職や市議会解散を求めようとしたが、1か月間で18万人の署名を集める必要（当時の堺市有権者数54万人の3分の1）があり、困難が予想されたことから長谷川のアイデアで、倫理条例制定を求める直接請求として署名を集める運動に切り替わった。堺市で初の直接請求として、法定数（有権者数の50分の1）の約4倍、4万5730人の署名が集まった上、リコールでないにもかかわらず署名収集期間の最終日、ようやく汚職市議が辞職した。これを受けて1983年2月、日本で最初の政治倫理条例が制定された。この運動の推進者である長谷川は、「汚職議員が居座っても何とかしのげるという議会のおごりに、住民がぶつけた怒りの爆発だった」と答えており、その点について産経新聞は「観光色の強かった議員の海外視察旅行を中止に追い込み、市民同行という条件のもとに『本来の視察旅行』を復活させた実績」と評価している。

### 市川房枝との縁
長谷川は堺市議に初当選の縁もあり、1980年の参議院選挙で市川房枝陣営の大阪事務所責任者を務めた。また、1993年（平成5年）の衆院選に、堺市議を辞めて大阪5区（当時）から無所属（日本新党から推薦）で立候補し、8万4699票の支持を得たが、当選にわずか2.6%及ばぬ次点であった。
国政も含めた経験を伝えるため、1994年に分権時代の自治体・議会改革を目指し「都市政治研究所」を創設する。新人議員向けに「自治体議員勉強会」も発足させ、2005年（平成17年）には知人の衆議院議員菅直人（後の内閣総理大臣）らと「団塊党」運動も行っている。

## 著書
- 『市政と政治家がこんなに変わる　政治倫理条例と資産公開　政治倫理と知る権利』（学陽書房、1990年）

### 共書
- 『政治倫理と知る権利』（三省堂、1992年）